# Joseph Agyemang-Gyau
Joseph Agyemang-Gyau (Sunyani, Ghana, 3 de junio de 1939-14 de mayo de 2015) fue un futbolista ghanés.

## Trayectoria
Fue internacional con la selección de fútbol de Ghana. Disputó y ganó la Copa Africana de Naciones 1963 y la edición de 1965. Representó a su país en la categoría de fútbol en los Juegos Olímpicos de Tokio 1964. Ganó la Liga Premier de Ghana en la temporada 1962-63 y la Copa de Ghana en las temporadas 1961-62, 1962-63	y 1963-64.